# Eurico Viana
Eurico Viana (Coimbra, 1894 — Brasília, 15 de agosto de 1963) foi um político e engenheiro brasileiro. Ele foi prefeito de Goiânia de 6 de novembro de 1947 a 30 de janeiro de 1951. Foi o primeiro a chegar à prefeitura da capital goiana por meio do voto direto.

## Biografia
Nascido em Coimbra, Minas Gerais, em 1894, Eurico Viana formou-se em Engenharia pela Escola de Engenharia de Juiz de Fora. Viana casou-se com Noêmia Ferreira, a primeira diretora de uma instituição escolar pública construída em Goiânia, com quem teve três filhos. Em 1933, ano em que a cidade planejada para ser capital de Goiás foi fundada, Viana foi o engenheiro selecionado como superintendente geral de obras, participando de monumentos reconhecidos, como o Coreto da Praça Cívica e a Torre do Relógio. Antes de ingressar na carreira política, em 1940, fundou o Clube de Engenharia do Estado de Goyaz, interessado em reunir os principais nomes da construção em Goiás.
Durante sua trajetória como engenheiro, Viana manteve contato com Pedro Ludovico Teixeira, um dos nomes mais influentes da política goiana à época. Com o fim do Estado Novo, aceitou o convite de Secretário de Economia Pública do Estado. Já imerso no campo político, filia-se ao recém-criado Partido Social Democrático e decide, em 1947, concorrer à prefeitura de Goiânia, sendo o primeiro prefeito eleito diretamente por decisão popular, com 1 604 votos.
Após concluir seu mandato como prefeito, Viana mudou-se para Brasília, onde também coordenou e realizou importantes obras e permaneceu lá até sua morte em 1963.

## Administração
Viana foi um importante nome na instalação do estilo arquitetônico art déco, dando continuidade ao projeto de Attilio Corrêa Lima. Como prefeito-engenheiro da mais nova capital de um estado brasileiro, sua gestão concentrou-se no processo de urbanização, com contornos desenvolvimentistas, dando atenção à criação de ruas, avenidas e rodovias, além da reforma do Mercado Central de Goiânia, importante centro turístico da cidade. Anos após sua administração, seu nome foi homenageado em diversos logradouros e viadutos tanto em Goiânia como em outras cidades de Goiás.